# Lothar Voigtländer
Lothar Voigtländer (* 3. September 1943 in Leisnig) ist ein deutscher Komponist.

## Leben
Seine prägende musikalische Ausbildung erhielt Voigtländer in den Jahren 1954 bis 1962 als Sängerknabe und später Chorpräfekt im Dresdner Kreuzchor unter Rudolf Mauersberger. Von 1961 bis 1968 studierte er Dirigieren bei Rolf Reuter und Komposition bei Fritz Geißler an der Leipziger Musikhochschule sowie von 1970 bis 1972 als Meisterschüler an der Akademie der Künste der DDR bei Günter Kochan.
Seit 1973 arbeitet Voigtländer freischaffend in Berlin. 1984 gründete er gemeinsam mit Georg Katzer die Gesellschaft für elektroakustische Musik. 1992 erhielt er eine Gastprofessur an der Universität von Paris, war von 1990 bis 1996 Vorsitzender des Komponistenverbandes Berlin, Mitglied des Bundesvorstandes des Deutschen Komponistenverbandes und Stellvertretender Vorsitzender des Werkausschusses der GEMA. Seit 2001 hat Voigtländer eine Honorarprofessur für Komposition an der Hochschule für Musik Carl Maria von Weber Dresden inne, seit 2006 ist er Mitglied des Aufsichtsrates der GEMA.
Voigtländer begründete mehrere Konzertreihen in Berlin, u. a. die Lange Nacht der elektronischen Klänge. Elektroakustische Arbeiten führten ihn in die Studios Bourges, Zürich, Basel, Hilversum, Freiburg (WDR), Budapest und Bratislava. Voigtländer erhielt internationale Preise, mehrfach wurde er auf dem Festival für elektroakustische Musik in Bourges ausgezeichnet (Grand Prix 1996). Voigtländer lebt heute in Berlin-Mahlsdorf. Er ist der Vater von Starfotograf Richard Voigtländer.
2015 erhielt er das Bundesverdienstkreuz am Bande verliehen.

## Werke
Zu Voigtländers Kompositionen gehören Bühnenwerke, Tanztheater, elektroakustische Klangperformances, Klangskulpturen, Raum-Klang-Installationen, Motetten und Chorlieder, Solo-Lieder, Kammermusiken, Orchester- und Orgelwerke.
(Auswahl, hauptsächlich erschienen bei Edition Peters, B&H/DVfM)
- Antike Epigramme für gemischten Chor, Text: Catull, Sulpicia, Ausonius, 1975.
- Drei elektronische Studien für Singstimme und Tape, Text: Erich Arendt, 1975.
- Orchestermusik I „Memento“, Hommage á Schostakowitsch, 1975.
- Vier Minnelieder des Oswald von Wolkenstein für Tenor und Orchester, 1977.
- Einmal Lieder für hohe Stimme und Klavier, Text: Federico Garcia Lorca, Louis Aragon und Friedemann Berger, 1977.
- Am Ende des Regenbogens (Chorzyklus) 8 Lieder für gemischten Chor a cappella nach Texten von Berger, Kahlau, Morgenstern, Strittmatter, Rive und Ketschua-Lyrik. 1978,  Ed. Peters 1983
- vergesse...durcheinander...o süße für Gesang, 4 Pos., 4 Perc., Text: Marc Braet, Erich Fried, Samuel Becket, E.E.Cummings, (1983, rev. mit Tape 2005).
- Maikäfer flieg, elektro-akustisches Hörstück, 1985.
- Litaneia, Motette für Bariton und 2 gemischte Chöre, 1985, rev. 1987.
- Orchestermusik II, 1988.
- II. Sinfonie. Harfen-Sinfonie, 1989.
- Le temps en cause, Kammeroratorium, Text: Eugène Guillevic, 1990.
- III. Sinfonie. Orgel-Sinfonie, 1990.
- Trällerlieder, Kinder-Liedsammlung, 1970–1990.
- Adoratio, Motette, Text: Thomas v. Aquino, 1994.
- Voici-Feuerklang! für Sopran, Kontrabass, 2 Schlagzeuger, Tape, live-Elektronik, Pyrotechnik, Rheinsberg, 1995.
- Guillevic-Recital,  Collage für 3 Sprecher und Tape mit Malerei von Dieter Tucholke, Berlin 1996.
- Lichtklang Nr.2, Klangskulptur für den Deutschen Reichstag Berlin mit dem Architekten Wolfgang Heinrich Fischer, 1999.
- Missa Electroacoustica in 4 Teilen, elektro-akustische Kompositionen zu Videos von Veit Lup, Stahlskulpturen von Reinhardt Grimm  und Choreographien von Iris Sputh, 2002.
- Visages, KammerSzenario (Kammeroper) in 8 Teilen (E.Guillevic) für S, 3 Sprecher, 3 Tänzer, 3 Schlgz., Klaviertrio, Pos., Klar. und elektronische Raum-Klang-Kompositionen, Rheinsberg 2002.
- glockenfern-glasschärfe-schwarz, Tanzperformance für 3 chinesische Klangschalen und Tape, 2005.
- Orchestermusik III was immer ein wenig zittert, das ist dann in uns, 2005.

## Filmmusik
- 1983: Abhängig

## Hörspielmusik
- 1991: Edgar Hilsenrath: Das Märchen vom letzten Gedanken – Regie: Peter Groeger (Hörspiel – SFB/HR)